# Districtul Banská Bystrica
Districtul (Okres) Banská Bystrica este un teritoriu administrativ în Slovacia centrală cu 111.984 de locuitori și o suprafață de 809 km². Din punct vedere istoric este fostul comitat maghiar „Zólyom vármegye”. El cuprinde un oraș Banská Bystrica (Neusohl) și 41 de comune.

## Demografie
| An:                | 1994    | 2004    | 2014    | 2024    |
| ------------------ | ------- | ------- | ------- | ------- |
| Număr de persoane: | 112.520 | 111.419 | 111.018 | 106.604 |
| Diferență:         |         | −0,97%  | −0,35%  | −3,97%  |

| An:                | 2023    | 2024    |
| ------------------ | ------- | ------- |
| Număr de persoane: | 107.199 | 106.604 |
| Diferență:         |         | −0,55%  |

## Comune
| - Badín - Baláže - Brusno - Čerín - Dolná Mičiná - Dolný Harmanec (Niederhermanetz) - Donovaly - Dúbravica (Dubrawitza) - Harmanec (Hermanetz) - Hiadeľ (Hedel) - Horná Mičiná - Horné Pršany - Hrochoť - Hronsek | - Kordíky - Králiky - Kynceľová (Künzelsdorf) - Lučatín - Ľubietová (Libethen) - Malachov (Malachau) - Medzibrod - Moštenica - Motyčky - Môlča - Nemce (Nemtze) - Oravce - Podkonice - Pohronský Bukovec | - Poniky (Ponik) - Povrazník (Seilersdorf) - Priechod - Riečka - Sebedín - Bečov - Selce - Slovenská Ľupča (Slowakisch-Liptsch) - Staré Hory (Altgebirg) - Strelníky (Scheibe) - Špania Dolina (Herrengrund) - Tajov - Turecká - Vlkanová |